# Gottfried I. von Bülow

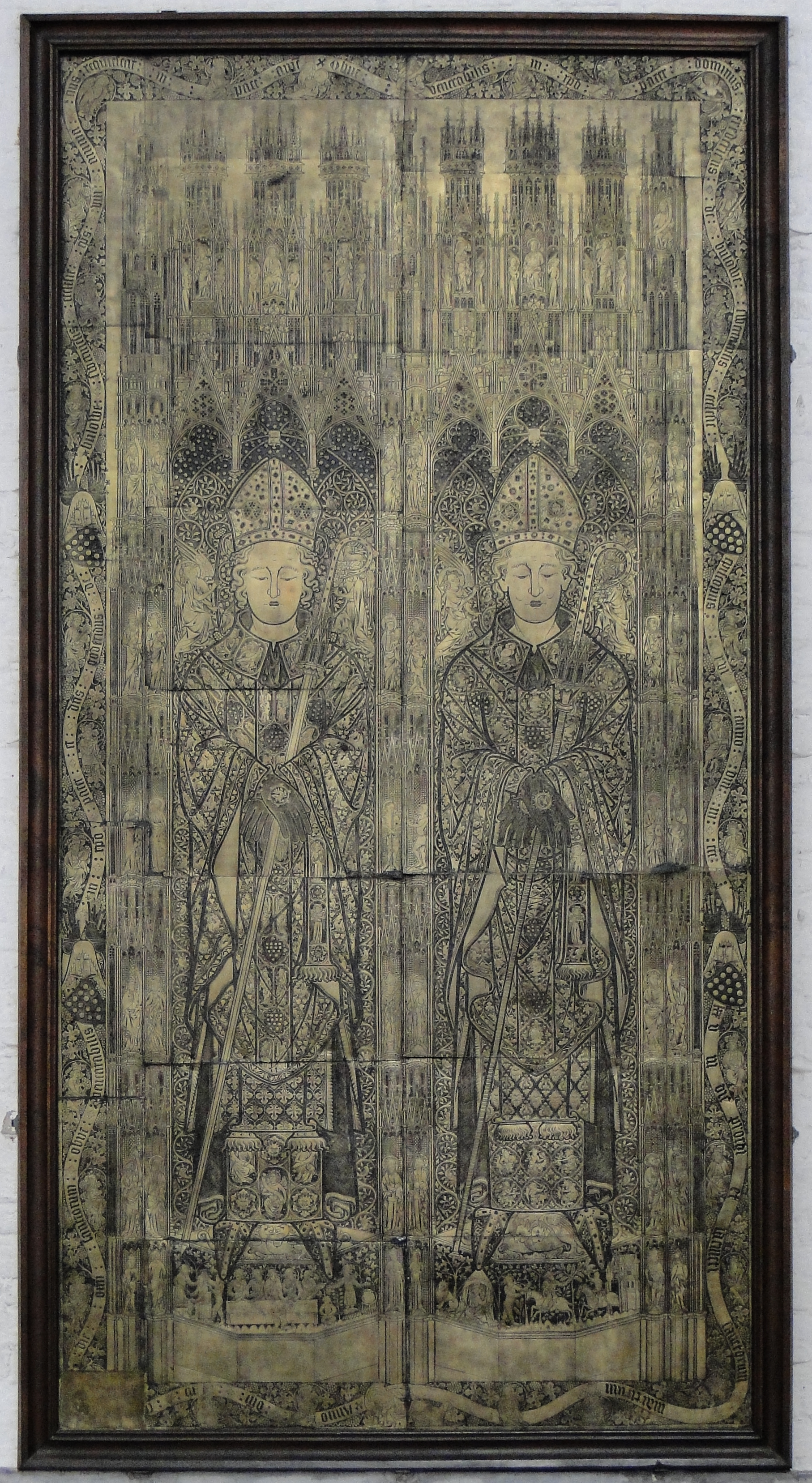
Doppelgrabplatte für Gottfried I. (links) und Friedrich II. (rechts) von Bülow im Schweriner Dom

Gottfried I. von Bülow (* um 1260; † 1. November 1314 in Warin) war 1289 Kanonikus und Domherr zu Schwerin und 1292 bis 1314 Bischof von Schwerin. Er war der erste Bischof aus dem Geschlecht von Bülow in Mecklenburg.

## Leben
Gottfried von Bülow wurde 1286 als Pfarrer von Gadebusch genannt.
Zu diesen Zeiten waren die von Bülow die am reichsten begüterten Familien im Gadebuscher Umland und figurierten als Zeugen bei zahlreichen weltlichen und geistlichen Beurkundungen. Ab 27. Mai 1289 war Gottfried von Bülow Kanonikus und danach Domherr in Schwerin.
Erstmals urkundlich als Bischof von Schwerin wurde Gottfried I. von Bülow am 19. März 1292 bei der Erteilung von Ablass, die das Hospital zum Heiligen Geist in Hamburg unterstützten, genannt.
Die Bischofsweihe muss Gottfried schon vorher zuteilgeworden sein, da er nicht mehr als electus bezeichnet wurde.
Gottfried von Bülow hatte sich als etwa 30-jähriger Bischof der drei Söhne seines 1293 kurz nach seinem Amtsantritt verstorbenen Bruders Heinrich angenommen. Er zog die etwa zehn Jahre alten Knaben Ludolf, Johann und Heinrich an seinem Hof auf und belehnte sie später großzügig mit Gütern aus den Dompfründen. Unter anderem verpfändete er ihnen das bischöfliche Gut Bützow und verschaffte ihnen die Positionen von Domherren.
Die große Verschuldung des Stiftes, bedingt durch Verschwendung und Verschenkung von Kirchengüter, versuchte er durch Verpfändung erheblicher Teile des Kirchenbesitzes aufzuhalten. Das führte dazu, dass 1299 schließlich das Domkapitel eingriff und durch Einsetzung einer Kommission aus Dompropst Johann, Domdechanat Otto, dem Archidiakon Bertram von Warin und dem Thesaurar Hermann der weiteren Verschleuderung von Kirchengut zu steuern suchte. Die Beschlüsse des Domkapitels zur Wahrung kirchlicher Interessen waren kraftvoll und kritisch abgefasst. Der Bischof hatte danach seine Schuld eingestanden und wurde zu Schadensersatz mit Androhung einer Anzeige gegen ihn beim Erzbischof Giselbert von Brunkhorst in Bremen aufgefordert.
In den Jahren danach kam es bis zum Tode Bischofs Gottfrieds zu einer gewissen Entschuldung und zu einem korrekten Verhältnis zwischen dem Bischof und dem Domkapitel.
Auch an innerkirchlich-seelsorglichen Maßnahmen war Bischof Gottfried während seiner Amtszeit rege beteiligt gewesen. So 1298 bei der Verlegung von Klöstern, wie der Büßerinnen von Röbel im Bistum Havelberg nach Malchow im Bistum Schwerin und des Dominikanerklosters aus der Altstadt Röbel in die Neustadt mit Zustimmung des Bischofs Johann II. von Havelberg. Er schaffte eine gewisse Ordnung in den Besitzverhältnissen verschiedener Klöster und Hospitäler in seinem Bistum. Im Doberaner Kloster zog er Zisterziensermönche für Seelsorgezwecke heran und förderte die Predigertätigkeit des Abtes und seiner Mönche. Die kirchliche Verwaltung der Diözese verbesserte er durch die Wiederbesetzung des Rostocker Archidiakonats mit einem Stiftspropst von Bützow. Die Stadt Rostock belegte er mit kirchlichen Strafen, weil sie unbefugterweise den Turm der Petrikirche abgetragen und die Steine für einen Schanzenbau verwendet hatten.
Besondere Fürsorge wandte Bischof Gottfried seiner Kathedralkirche, dem Schweriner Dom zu. Während seiner ganzen Regierungszeit wurde am Dom gebaut und es sind Stiftungen des Bischofs für seine Bischofskirche nachzuweisen.
Bischof Gottfried I. von Bülow starb am 1. November 1314 im Bischofsschloss in Warin, fand aber sein Grab im Dom zu Schwerin. Die Familie von Bülow ließ das Grab für Bischof Gottfried im Hohen Chor vor dem Hauptaltar neben dem Grab des 1262 verstorbenen Bischof Rudolf I., dass Gottfried stiftete, errichten. Die an der nördlichen Querhauswand aufgestellte Messinggrabplatte wurde erst 60 später nach dem Tode Bischofs Friedrich II. von Bülow 1375 als Doppelgrabplatte errichtet.

## Siegel
Bischof Gottfried I. von Bülow führte zwei Siegel. Im runden Siegel das sitzende Bild eines Bischofs, in der rechten Hand den Stab, mit der linken ein Buch vor der Brust haltend, rechts die Sonne, links der Mond als Verzierungen im Siegelfelde. Die Stuhlbeine sind mit einem Spitzbogen und statt der Lehnen mit Hundsköpfen verziert.
Die Umschrift lautet: + GODEFRIDVS. DEI. GRA. ECCLESIE. ZWERINENSIS.
Seit 1298 führte Gottfried auch ein zweites kleines, rundes Secret als Rücksiegel mit dem Brustbilde des Bischofs.
Die Umschrift lautet: + SECRTVM. GODEFRIDI. EPI. ZVERINENSIS.

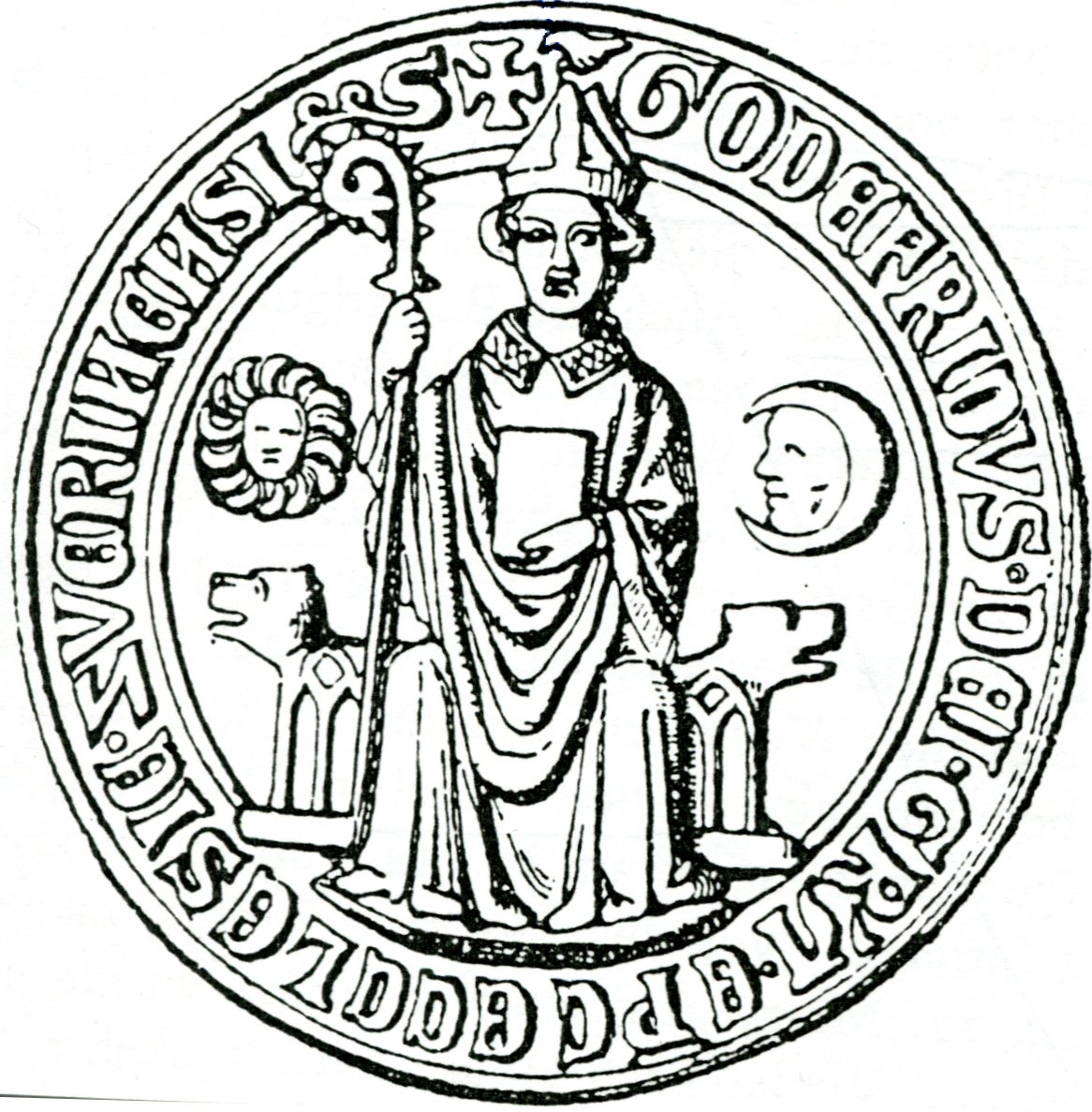
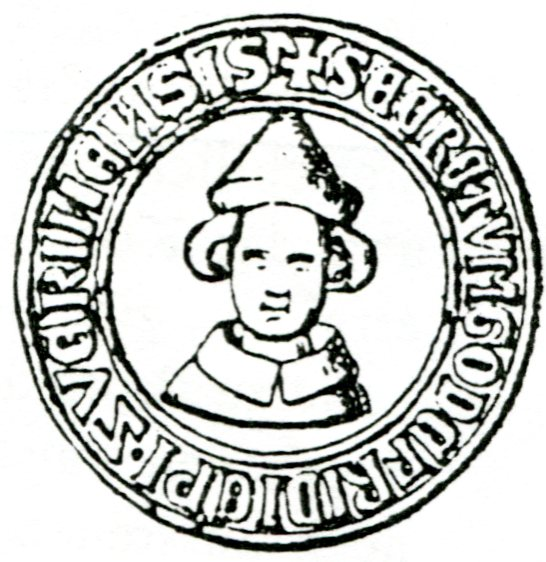

## Grabplatte
Die bedeutendsten Grabdenkmäler des Schweriner Domes sind die zwei repräsentativen Doppelgrabplatten aus Messing für je zwei Bischöfe aus der Familie von Bülow. Die gegossenen und anschließend gravierten Platten wurden in Flandern hergestellt.
Auf der vier Meter hohen und fast zwei Meter breiten, in Eichenrahmen gefassten Figurengrabplatte für Gottfried und Friedrich von Bülow schlängelt sich ein wellenförmig verlaufendes Inschriftenband am Randbereich der Platte entlang, das die jüngeren gotischen Minuskeln aufweist. Die beiden Bischöfe werden als Verstorbene mit geschlossenen Augen und gefalteten Händen auf den von Engeln gehaltenen Kissen dargestellt. Die umgebende Nischenarchitektur deutet durch bestirnte Gewölbebögen perspektivische Tiefen an, im Hintergrund ist ein besticktes Teppichmuster zu erkennen. In den Nischen sind die Figuren der Propheten, Apostel und Evangelisten eingestellt. Das Vollwappen der von Bülow mit den 14 Kugeln, Kübelhelm und Helmdecke ist an vier Stellen in der Randborte eingelassen.
Der Familienverband von Bülow ließ 2002 die Messingplatten restaurieren.
Bis zum Beginn des 17. Jahrhunderts bedeckte Gottfrieds Grab noch eine Bronzeplatte mit seinem Vollbild, ähnlich der des Bischofs Bocholt im Lübecker Dom.